# Black & White 2
Black & White 2 es la segunda entrega de Black & White. Es un videojuego de estrategia en tiempo real realizado por Lionhead Studios y publicado por Electronic Arts en otoño de 2005.

## Características
La característica principal de Black & White 2 es que juegas a ser un dios. Como tal controlas a tu civilización con órdenes sobre los aldeanos y soltándolos encima de granjas, minas, edificios... para que estos piensen que deben dedicarse exclusivamente a ello, por inspiración divina. Al ser un dios, hay total libertad para interactuar con el entorno, siempre y cuando esté en tu área de influencia divina, creada gracias a la adoración de tu gente, o a la construcción de edificios que amplían el área. Dentro del área de influencia, se puede mover objetos de un lado a otro, usar milagros como la lluvia o seguidores, cambiar la posición del sol o edificar. Para poder avanzar en el juego, desde un principio se otorga un animal sagrado gigante, que puede ser una vaca, un mono, un lobo, o un león. Cada uno tiene unas características propias: por ejemplo, la vaca solo come grano, pero no aldeanos, y el mono aprende más rápido las órdenes que le des. Una vez escogido el animal sagrado, se debe  prosperar mediante la guerra o mediante el esplendor que la civilización del jugador impacte sobre las demás tribus controladas por el ordenador mediante IA.
Durante el juego intervienen diversas tribus de distinto poder y razas diferentes en áreas alejadas de tu influencia. Al principio se crea una isla nómada y mediante un tutorial se enseñan las acciones básicas del juego. Después se llega a la gran civilización griega, que los aztecas derribarán y harán cenizas. Comienza el juego con el propósito de recuperar la civilización griega, lo que llevará a conocer a tribus como los escandinavos, japoneses, aztecas... y se irán emprendiendo viajes por las islas de cada tribu y conquistando sus enormes civilizaciones a base de fuerza (con ejércitos, poderes divinos, etc.) o mediante la impresión (creando una capital enorme, con grandes edificios, etc.) hasta llegar a la isla final, donde tras ganar varias batallas, hay que ganar la guerra contra el general/rey azteca y sus enormes ejércitos poderosos junto a su gran animal, una criatura maligna y caníbal con grandes poderes. 
Derrotando la última tierra y a su civilización azteca, se impone la civilización griega. Al haber recuperado las tierras de Grecia y su poder, el juego permite continuar en esa isla haciendo trabajos con libertad como seguir construyendo y haciendo una enorme metrópolis, o comenzar tu aventura de nuevo con el pergamino dorado en la que podrás elegir una nueva mascota.

## Curiosidades
- Si registras un nombre real en el registro de Windows, el juego susurrará con voz de ultratumba ese nombre periódicamente junto a otros anuncios (como "¡Muerte!" o "¡Nacimiento!"). Esto fue introducido como sneak peek de la expansión Black & White 2: Battle of the Gods, en la que te enfrentas a un dios no-muerto con una voz similar.